# 부천여월초등학교
부천여월초등학교는 대한민국 경기도 부천시 오정구 여월동 에 있는 공립 초등학교이다.

## 학교 연혁
- 1996년 9월 1일: 개교
  - 1994년 9월 1일: 부천여월초등학교 설립인가
  - 1996년 9월 1일: 개교 (19학급) 초대 송영찬 교장 취임
  - 1998년 3월 1일: 병설유치원 설립인가 (1학급)
  - 1998년 9월 1일: 제2대 허지자 교장 취임
  - 1999년 9월 1일: 제3대 오성희 교장 취임
  - 2005년 3월 1일: 제4대 강창렬 교장 취임
  - 2008년 9월 1일: 제5대 윤민봉 교장 취임
  - 2011년 9월 1일: 제6대 윤창석 교장 취임
  - 2015년 3월 1일: 제7대 유영경 교장 취임
  - 2019년 3월 1일: 제8대 주연종 교장 부임
  - 2022년 3월 1일: 제9대 이순희 교장 취임
  - 2023년 12월 21일: 제27회 졸업식(총 101명, 누적 4,525명)
  - 2024년 3월 1일: 초등 22학급(특수1포함). 유치원 1학급 편성

## 참고 자료
- 부천여월초등학교 - 한국교육학술정보원 학교알리미
- 교목 : 느티나무 ----크고 장수하며 녹음이 짙고 깨끗하게 고루 자라는 나무이다.고고한 군자다운 풍모, 안녕과 화합을 상징하는 느티나무를 교목으로 선정하여 학교 어린이들이 바르게 자라도록 느티나무를 교목으로 선정하였다.